# Cromer

Cromer este un oraș în comitatul Norfolk, regiunea East, Anglia. Orașul se află în districtul North Norfolk a cărui reședință este. 

## Oraș în cadrul districtului
- Beeston Regis
- Sheringham